# Бангиевые
Ба́нгиевые (лат. Bangiophyceae) — класс красных водорослей, объединяет около двухсот видов. Наиболее известные представители — съедобные виды рода Порфира (Porphyra).

## Распространение, места обитания
Представители бангиевых обитают как в морской, так и в пресной воде; некоторые виды — наземные организмы. Наиболее высокоорганизованные группы (например, род Porphyra) обитают в прибрежных морских зонах, при этом в водах умеренных широт бангиевых представлено существенно больше по сравнению с водами тропиков.

## Описание
Среди бангиевых встречаются одноклеточные, колониальные и многоклеточные организмы. Среди многоклеточных бангиевых встречаются организмы как с нитевидными, так и с пластинчатыми слоевищами, при этом их рост диффузный, то есть в процессе деления участвуют все клетки слоевища.
Размножение может быть как бесполым, так и половым, при этом для многих одноклеточных бангиевых половое размножение неизвестно. Бесполое размножение у одноклеточных бангиевых происходит простым делением, у многоклеточных — посредством моноспор: одиночных специализированных клеток, из которых развиваются новые организмы.
Для полового размножения характерно то, что зигота, образующаяся после оплодотворения яйцеклетки, в процессе своего развития не образует специальных нитей (гонимобластов), как это происходит у флоридеевых водорослей — другого класса красных водорослей. Зигота несколько раз делится, образуя специализированные споры (карпоспоры), из которых развиваются новые диплоидные организмы.

## Классификация
Систематика класса, как и всего типа красных водорослей, не устоялась. По информации базы данных AlgaeBase (2020), класс монотипен, единственный порядок — Bangiales. Из 187 видов этого порядка 186 — в составе семейства Bangiaceae (более 20 родов, в том числе Bangia и Porphyra). Ещё один вид, Granufilum rivulare, выделяют в монотипное семейство Granufilaceae.